# (36716) 2000 RU39
2000 RU39 (asteroide 36716) é um asteroide da cintura principal. Possui uma excentricidade de 0.14618430 e uma inclinação de 13.75848º.
Este asteroide foi descoberto no dia 2 de setembro de 2000 por LINEAR em Socorro.